# Siegfried Freiherr von Schrötter
Siegfried Freiherr von Schrötter (* 1895; † 1974) war ein preußischer Offizier, Trakehner-Pferdezüchter und Namensgeber der Freiherr-von-Schrötter-Medaille des Trakehner-Verbandes.

## Leben
Schrötter war Major und erwarb sich nach 1945 Verdienste beim Wiederaufbau der Trakehner-Gestüte in Deutschland und war Vorsitzender der ostpreußischen Stutbuchgesellschaft. Gemeinsam mit Dr. Fritz Schilke, der in Königsberg Geschäftsführer der ostpreußischen Stutbuchgesellschaft war, hat er nach dem Zweiten Weltkrieg dafür gesorgt, dass die Zuchtorganisation Fortbestand hatte. Zuchtpferde waren in den genannten Landgestüten aufgenommen worden und die Mehrzahl der Stuten kam weiterhin in der Landwirtschaft sowie in der ländlichen Zucht im Einsatz.

## Familie
Siegfried von Schrötter war ein Mitglied des in Ostpreußen ansässigen Familienzweiges der Freiherrn von Schrötter und Sohn von Siegmar Freiherr von Schrötter (1852–1923), der bis 1893 im preuß. Militärdienst (zuletzt als Major) stand und sich danach der Bewirtschaftung von Gut Wohnsdorf und der Pferdezucht (Trakehner Warmblut) sowie der Regionalpolitik (Provinzialrat in Königsberg, 1905 Mitglied des Preußischen Herrenhauses) widmete.